# James Clarence Mangan
James Clarence Mangan (Dublín, 1 de maig de 1803 - Irlanda, 1849) fou un autor irlandès. Va formar part de l'ambient intel·lectual de la Jove Irlanda a Dublín. Va ser recuperat de l'oblit posterior per la generació del Renaixement cèltic, en la qual va influir en la poesia de W. B. Yeats i la prosa de James Joyce.
La seva obra es va difondre a través d'almanacs i diaris dublinesos, i un dels poemes, The Caramanian Exile, inspiraria el futur himne de l'estat de Maryland (Maryland, My Maryland) al periodista i poeta James Ryder Randall. A banda de les seves prolífiques col·laboracions als diaris de Dublín, només va publicar una obra en vida, Anthologia Germanica (1845), un recull de traduccions de poemes alemanys.
A voltes considerat com el Poe irlandès, els crítics han especulat sobre la seva influència en Edgar Allan Poe, sobretot per les semblances en poemes com The Raven o The Bells. Aquesta associació entre els dos escriptors s'ha dut fins a la representació d'una trobada amb la icònica Molly Malone a l'obra de teatre Bleeding Poets, produïda al New Theater de Dublín el 2008.

## Biografia
Fill de botiguers, va ser educat en una escola de jesuïtes on aprengué llatí, francès, italià i espanyol. De jove escoltava els oficis de l'autor gòtic i predicador Charles Maturin. Als quinze anys esdevingué escrivà d'un advocat, feina que precedí la de traductor i col·laborador de diaris, la de funcionari, i la de bibliotecari del Trinity College.
Va adoptar el cognom Clarence com a tribut a Shakespeare, inspirant-se en un personatge de Richard III. Les seves primeres publicacions daten de 1818. A partir de 1830 va començar a publicar traduccions. Un cop aprengué l'alemany de manera autodidacta, va incorporar poemes d'altres llengües com el turc, el persa o l'àrab. Tanmateix va traduir poemes del gaèlic.
Fruit d'una decepció amorosa i una vida malaguanyada, el seu temperament el va dur sovint a una vida de rodamón, alcohòlic i opiòman, fins a malviure exclusivament dels seus poemes i de la caritat dels seus amics. Així mateix va adquirir la fama d'excèntric per la manera de vestir-se amb ulleres de lens verdes, capa, bastó i barret punxegut. Desnodrit per la pobresa durant la Gran Fam, l'home de la capa, com es donava a conèixer, va viure els seus últims anys com un dandi espectral. Morí víctima del còlera a l'hospital de Meath el 1849.

## Obra
La seva prosa, propera a les fantasies d'E.T.A. Hoffmann o les visions de Thomas de Quincey, anticipa la modernitat urbana que precedeix a Charles Baudelaire, o a James Joyce en el segle xx. Algunes de les seves proses, com Una dosi de seixanta gotes de làudan, revelen un manifest estètic i filosòfic de l'artista inconformista.
En poesia, però, Mangan és un autor prolífic i desconcertant, sovint comparat amb Samuel Taylor Coleridge. La seva principal influència és el romanticisme alemany i anglès, però, a través de les traduccions també ho és la poesia oriental (turca, àrab i persa), la gaèlica, i de llengües romàniques com el francès, l'italià o l'espanyol; d'aquí que els quasi mil poemes de la seva producció són una barreja de traduccions, originals i apòcrifs, la gran majoria per encàrrec dels diaris, on es barregen temes, estils i qualitats ben diferents.
Les seves traduccions més lliures, considerades sovint com reescritures de poemes d'altres, i les apòcrifes, on fa passar els seus propis com d'altres autors, han estat considerades pels crítics com una anticipació dels jocs metaliteraris del segle xx. Tot plegat, aquesta actitud de renúncia de declarar-se'n autor, anomenada "l'antítesi del plagi", s'ha entès com un tret de modernitat.
De la seva obra poètica destaquen A Vision of Connaught in the Thirteenth Century, The Funerals, The Woman of Three Cows, The Caramarian Exile, Kathaleen Ny-Houlahan, The Nameless One, Siberia, o el més popular Dark Rosaleen.